# The Message (film 1914)
The Message è un cortometraggio muto del 1914. Il nome del regista non viene riportato nei credit del film che, prodotto dalla Reliance Film Company, aveva come interpreti Erich von Ritzau, Arthur Mackley e sua moglie Julia Mackley.

## Trama
Carter ha un debole per l'alcol e l'unica cosa che lo ferma dal diventare un ubriacone è sua moglie che cerca di tenerlo a bada. Quando però lui l'accusa di incontrarsi con un altro, le cose tra loro precipitano e i due si separano. Il supposto amante, in realtà, è suo cognato Steve che la moglie si vergogna di presentargli perché è un alcolizzato. Un giorno, per strada, Steve incontra un evangelista che distribuisce dei volantini e ne prende uno. Recatosi a casa di Carter, vede che questi sta lottando per prendere dal valletto una bottiglia. Incapace di restare con le mani in mano, entra in casa e strappa il whisky e lo butta via. Carter si riscuote e riconosce le buone intenzioni di quell'uomo che, nel frattempo, ha conosciuto durante i postumi di una bevuta e che lui ignora ancora sia suo cognato. Uniti dalla loro stessa debolezza, i due fanno amicizia e Steve condivide con Carter il testo del volantino che li emoziona entrambi. Poi, dopo avere convinto la sorella a ritornare con il marito, Steve sta per andarsene via senza rivelare la sua vera identità. Ma Carter insiste per sapere chi sia: quando scopre che quello è suo cognato e che lui ha così mal giudicato la moglie, insiste per accogliere in famiglia il derelitto salvandolo dalla strada e dalla perdizione.

## Produzione
Il film fu prodotto dalla Reliance Film Company.

## Distribuzione
Distribuito dalla Mutual, il film - un cortometraggio in due bobine - uscì nelle sale cinematografiche degli Stati Uniti il 30 dicembre 1914.